# Ngarum
Ngarum est un village du Cameroun situé dans la commune de Ndu. Il est rattaché au département du Donga-Mantung, dans la région du Nord-Ouest. C'est aussi le siège d'une chefferie traditionnelle de 2e degré.

## Géographie
Ngarum est situé au centre de la commune, au nord du village de Ndu.

## Climat
Le climat, de type soudano-guinéen, est marqué par deux saisons et une pluviométrie unimodale. Durant la saison sèche, de novembre à mi-mars, les précipitations sont moindres, en particulier pendant les mois de janvier et février où les précipitations atteignent des valeurs proches de zéro. Pendant la saison des pluies, les précipitations dépassent parfois 400 mm par mois, en particulier en juillet, août et septembre. Chaque année, les précipitations vont de 1 300 à 3 000 mm, avec une moyenne de 2 000 mm.

## Population
Le Bureau central des recensements et des études de population (BCREP) a réalisé un recensement en 2005, le Répertoire actualisé des villages du Cameroun; le recensement évaluait à 3 325 le nombre d'habitants; ce chiffre inclut 1 484 hommes et 1 841 femmes.
Les habitants de Ngarum font partie de la chefferie Tang. En arrivant de Kimi, le peuple Tang (ou Witang) s'est installé à Mbajeng où deux groupes ont émergé, les « Nkum » et les « Nyar ».
Les Nkums ont quitté Mbajeng pour s'installer à Talla. À la suite de conflits de chefferie, ils se sont séparés et se sont dispersés à Taku, Ntundip et Ngarum dans la région de NC, et Kup, Tabenken, Binka et Bih dans la région de Nkambe.
Le groupe de Nyar s'est ensuite dispersé de Mbajeng à l'actuel Wowo, Sinna et Mbipgo.

## Économie

### Agriculture
Plus de 90 % des villageois de la commune de Ndu vivent de l’agriculture. La diversité des sols de la région permet de cultiver une grande variété de produits. Ainsi on peut trouver de la culture d’huile de palme et de riz en basse altitude et des plantations de pomme de terre irlandaise en haute altitude. Les autres cultures fréquentes incluent le thé, l’huile de palme, les plantations de café, de riz, de maïs, de haricots, de pommes de terre, d'ignames ainsi que de bananes plantains. Divers systèmes de production agricole sont employés, parmi lesquels la jachère, la culture mixte, la monoculture, la culture continue et l'agriculture commerciale.

### Élevage
L’élevage est une activité structurante de la commune. Les bovins, chevaux, chèvres, moutons et volailles y sont nombreux.

## Système éducatif
Ngarum comprend plusieurs écoles primaires dont la CBC Ngarum, la CS Ngarum, la GS Ngarum I et la GS Ngarum II.
Il y a aussi deux établissements d’enseignement secondaire la St. John Bosco CSS Ngarum et la F Farm School.

## Accès à l’électricité
Ngarum est un des six villages à être alimenté en électricité. Il y a un transformateur dans le village. La connexion aux maisons individuelles est encore très limitée dans les zones urbaines de Ndu et de Mbiyeh. À Ngarum, Wowo et ses environs, il existe toujours un problème de connexion aux maisons individuelles.

## Santé et hôpitaux
Ngarum comprend un centre de soins, le poste de santé catholique de Ngarum.

## Réseau routier
Ngarum est relié à Ntundip par une route rurale.